# یوسف احمدی
یوسف احمدی (انگلیسی: Youssouf Ahamadi؛ زادهٔ ۲۷ ژوئیهٔ ۱۹۸۲) بازیکن فوتبال اهل اتحاد قمر است.
از باشگاه‌هایی که در آن بازی کرده‌است می‌توان به اشاره کرد.
وی همچنین در تیم ملی فوتبال اتحاد قمر بازی کرده‌است.